# Подгај (Сребреница)
Подгај је насељено мјесто у општини Сребреница, Република Српска, БиХ. Према попису становништва из 1991. у насељу је живјело 297 становника.

## Становништво
| Демографија | Демографија | Демографија |
| Година      | Становника  | Становника  |
| ----------- | ----------- | ----------- |
| 1971.       | 254         |             |
| 1981.       | 250         |             |
| 1991.       | 297         |             |
| 2013.       | 145         |             |